# وست اودیسا (تگزاس)
وست اودیسا (به انگلیسی: West Odessa) یک منطقهٔ مسکونی در ایالات متحده آمریکا است که در شهرستان اکتور، تگزاس واقع شده‌است. وست اودیسا ۱۶۲٫۵ کیلومتر مربع مساحت و ۲۲٬۷۰۷ نفر جمعیت دارد و ۹۰۳ متر بالاتر از سطح دریا واقع شده‌است.